# Parafia Matki Bożej Różańcowej w Grabowie
Parafia Matki Bożej Różańcowej w Grabowie – parafia rzymskokatolicka, znajdująca się w diecezji ełckiej, w dekanacie Gołdap.

## Proboszczowie
- ks. Jan Kąkol (1950-1957)
- ks. Zbigniew Kirsz (1957-1961)
- ks. Błażej Wolanin (1961-1975)
- ks. Mieczysław Kozik (1975-1983)
- ks. Kazimierz Lewandowicz.(1983-2016)
- ks. Tadeusz Kulesza (2016-obecnie)[2]

## Przypisy

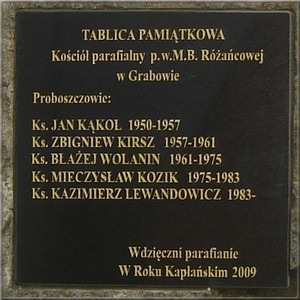
Tablica postawiona przez wiernych